# Ковариационная матрица
Ковариацио́нная ма́трица (или ма́трица ковариа́ций) в теории вероятностей — это матрица, составленная из попарных ковариаций элементов одного или двух случайных векторов.
Ковариационная матрица случайного вектора — квадратная симметрическая неотрицательно определенная матрица, на диагонали которой располагаются дисперсии компонент вектора, а внедиагональные элементы — ковариации между компонентами.
Ковариационная матрица случайного вектора является многомерным аналогом дисперсии случайной величины для случайных векторов. Матрица ковариаций двух случайных векторов — многомерный аналог ковариации между двумя случайными величинами.
В случае нормально распределённого случайного вектора ковариационная матрица вместе с математическим ожиданием этого вектора полностью определяют его распределение (по аналогии с тем, что математическое ожидание и дисперсия нормально распределённой случайной величины полностью определяют её распределение)

## Определения
- Пусть {\displaystyle \mathbf {X} :\Omega \to \mathbb {R} ^{n}}, {\displaystyle \mathbf {Y} :\Omega \to \mathbb {R} ^{m}} — два случайных вектора размерности {\displaystyle n} и {\displaystyle m} соответственно. Пусть также случайные величины {\displaystyle X_{i},Y_{j},\;i=1,\ldots ,n,\;j=1,\ldots ,m} имеют конечный второй момент (дисперсию), то есть {\displaystyle X_{i},Y_{j}\in L^{2}}. Тогда матрицей ковариации векторов {\displaystyle \mathbf {X} ,\mathbf {Y} } называется

{\displaystyle \Sigma =\mathrm {cov} (\mathbf {X} ,\mathbf {Y} )=\mathbb {E} \left[(\mathbf {X} -\mathbb {E} \mathbf {X} )(\mathbf {Y} -\mathbb {E} \mathbf {Y} )^{\top }\right],}
то есть
{\displaystyle \Sigma =(\sigma _{ij}^{2})},
где
{\displaystyle \sigma _{ij}^{2}=\mathrm {cov} (X_{i},Y_{j})\equiv \mathbb {E} \left[(X_{i}-\mathbb {E} X_{i})(Y_{j}-\mathbb {E} Y_{j})\right],\;i=1,\ldots ,n,\;j=1,\ldots ,m},
{\displaystyle \mathbb {E} }   — математическое ожидание.
- Если {\displaystyle \mathbf {X} \equiv \mathbf {Y} }, то {\displaystyle \Sigma } называется матрицей ковариации вектора {\displaystyle \mathbf {X} } и обозначается {\displaystyle \mathrm {cov} (\mathbf {X} )}[1]. Такая матрица ковариации является обобщением дисперсии для многомерной случайной величины, а её след — скалярным выражением дисперсии многомерной случайной величины. В связи с этим используется также обозначение {\displaystyle V(X)} — дисперсия случайного вектора. Собственные векторы и собственные числа этой матрицы позволяют оценить размеры и форму облака распределения такой случайной величины, аппроксимировав его эллипсоидом (или эллипсом в двумерном случае).

## Свойства матриц ковариации
- Сокращённая формула для вычисления матрицы ковариации:

{\displaystyle \mathrm {cov} (\mathbf {X} )=\mathbb {E} \left[\mathbf {X} \mathbf {X} ^{\top }\right]-\mathbb {E} [\mathbf {X} ]\cdot \mathbb {E} \left[\mathbf {X} ^{\top }\right]}.
- Матрица ковариации случайного вектора неотрицательно определена[1]:

{\displaystyle \sum _{i,j=1}^{n}{\sigma _{ij}^{2}\lambda _{i}\lambda _{j}}\geq 0} для любых {\displaystyle \lambda _{i}\in R}.
- Смена масштаба:

{\displaystyle \mathrm {cov} \left(\mathbf {a} ^{\top }\mathbf {X} \right)=\mathbf {a} ^{\top }\mathrm {cov} (\mathbf {X} )\mathbf {a} ,\;\forall \mathbf {a} \in \mathbb {R} ^{n}}.
- Если случайные векторы {\displaystyle \mathbf {X} } и {\displaystyle \mathbf {Y} } некоррелированы ({\displaystyle \mathrm {cov} (\mathbf {X} ,\mathbf {Y} )=\mathbf {0} }), то

{\displaystyle \mathrm {cov} (\mathbf {X} +\mathbf {Y} )=\mathrm {cov} (\mathbf {X} )+\mathrm {cov} (\mathbf {Y} )}.
- Матрица ковариации аффинного преобразования:

{\displaystyle \mathrm {cov} \left(\mathbf {A} \mathbf {X} +\mathbf {b} \right)=\mathbf {A} \mathrm {cov} (\mathbf {X} )\mathbf {A} ^{\top }},
где {\displaystyle \mathbf {A} } — произвольная матрица размера {\displaystyle n\times n}, а {\displaystyle \mathbf {b} \in \mathbb {R} ^{n}}.
- Перестановка аргументов:

{\displaystyle \mathrm {cov} (\mathbf {X} ,\mathbf {Y} )=\mathrm {cov} (\mathbf {Y} ,\mathbf {X} )^{\top }}
- Матрица ковариации аддитивна по каждому аргументу:

{\displaystyle \mathrm {cov} (\mathbf {X} _{1}+\mathbf {X} _{2},\mathbf {Y} )=\mathrm {cov} (\mathbf {X} _{1},\mathbf {Y} )+\mathrm {cov} (\mathbf {X} _{2},\mathbf {Y} )},
{\displaystyle \mathrm {cov} (\mathbf {X} ,\mathbf {Y} _{1}+\mathbf {Y} _{2})=\mathrm {cov} (\mathbf {X} ,\mathbf {Y} _{1})+\mathrm {cov} (\mathbf {X} ,\mathbf {Y} _{2})}.
- Если {\displaystyle \mathbf {X} } и {\displaystyle \mathbf {Y} } независимы, то

{\displaystyle \mathrm {cov} (\mathbf {X} ,\mathbf {Y} )=\mathbf {0} }.

## Условная ковариационная матрица
Ковариационная матрица случайного вектора является характеристикой его распределения. В случае (многомерного) нормального распределения математическое ожидание вектора и его ковариационная матрица полностью определяют его распределение. Характеристиками условного распределения одного случайного вектора при условии заданного значения другого случайного вектора являются соответственно условное математическое ожидание (функция регрессии) и условная ковариационная матрица.
Пусть случайные векторы {\displaystyle X} и {\displaystyle Y} имеют совместное нормальное распределение с математическими ожиданиями {\displaystyle \mu _{X},\mu _{Y}}, ковариационными матрицами {\displaystyle V_{X},V_{Y}} и матрицей ковариаций {\displaystyle C_{XY}}. Это означает, что объединенный случайный вектор 
{\displaystyle {\boldsymbol {Z}}={\begin{bmatrix}{\boldsymbol {X}}\\{\boldsymbol {Y}}\end{bmatrix}}}
подчиняется многомерному нормальному распределению с вектором математического ожидания
{\displaystyle {\boldsymbol {\mu }}_{Z}={\begin{bmatrix}{\boldsymbol {\mu }}_{X}\\{\boldsymbol {\mu }}_{Y}\end{bmatrix}}}
и ковариационной матрицей, которую можно представить в виде следующей блочной матрицы:
{\displaystyle {\boldsymbol {V}}_{Z}={\begin{bmatrix}{\boldsymbol {V}}_{X}&{\boldsymbol {C}}_{XY}\\{\boldsymbol {C}}_{YX}&{\boldsymbol {V}}_{Y}\end{bmatrix}}},
где {\displaystyle C_{YX}=C_{XY}^{T}}
Тогда случайный вектор {\displaystyle Y} при заданном значении случайного вектора {\displaystyle X} имеет нормальное распределение (условное) со следующим условным математическим ожиданием и условной ковариационной матрицей:
{\displaystyle E(Y|X=x)=\mu _{Y}+C_{YX}V_{X}^{-1}(x-\mu _{X}),\qquad V(Y|X=x)=V_{Y}-C_{YX}V_{X}^{-1}C_{XY}.}
Первое равенство определяет функцию линейной регрессии (зависимости условного математического ожидания вектора {\displaystyle Y} от заданного значения x случайного вектора {\displaystyle X}), причем матрица {\displaystyle C_{XY}V^{-1}} — матрица коэффициентов регрессии.
Условная ковариационная матрица представляет собой матрицу ковариаций случайных ошибок линейных регрессий компонентов вектора {\displaystyle Y} на вектор {\displaystyle X}.
В случае если {\displaystyle Y} — обычная случайная величина (однокомпонентный вектор), условная ковариационная матрица — это условная дисперсия (по существу — случайной ошибки регрессии {\displaystyle Y} на вектор {\displaystyle X}).